# 안나쓰

수라 안나쓰(아랍어: سورة الناس 인간[*])는 이슬람 경전 꾸란에 명시된 예언자 명칭으로써 마지막 114장의 제목이다.

## 개요
이 장에서는 유일신 알라를 찬양, 경배, 칭송하는 내용과 인간에게 도사리는 죄악에 관련한  재앙으로부터의 안전을 구하고 사탄, 영마 등의 유혹과 그에 대한 평화의 위협에서 유일신인 알라에게 보호를 구하는 내용으로 구성되어 있다.

## 한국어 번역 전문
- 114:0 비스밀라히르-라흐마니르-라힘(자비로우시고 자애로우신 하나님의 이름으로)

- 114:1 일러가로되, 인류의 주님께 보호를 구하오며

- 114:2 인류의 왕이자

- 114:3 인류의 신에게

- 114:4 인간의 흉중(胸中)에 도사리는 사탄과 재앙으로부터,

- 114:5  인간의 가슴 속에서 유혹하는 사탄의 유혹으로부터,

- 114:6 영마(靈魔)와 인간의 유혹으로부터 보호를 구하나이다.

## 같이 보기
- 알 팔라끄
- 알이클라스

| 이 전 알팔라끄 | 수라 114 (아랍어 원문) | 다 음 - |
| 1 2 3 4 5 6 7 8 9 10 11 12 13 14 15 16 17 18 19 20 21 22 23 24 25 26 27 28 29 30 31 32 33 34 35 36 37 38 39 40 41 42 43 44 45 46 47 48 49 50 51 52 53 54 55 56 57 58 59 60 61 62 63 64 65 66 67 68 69 70 71 72 73 74 75 76 77 78 79 80 81 82 83 84 85 86 87 88 89 90 91 92 93 94 95 96 97 98 99 100 101 102 103 104 105 106 107 108 109 110 111 112 113 114 |                        |         |